# جون برادفورد
جون برادفورد (بالإنجليزية: John Bradford)‏ هو سياسي أسترالي، ولد في 3 يناير 1946 في سيدني في أستراليا. حزبياً، نشط في الحزب الليبرالي الأسترالي (1990 – 7 أبريل 1998) وChristian Democratic Party (Australia) ‏ (1998 – ). وقد انتخب عضو مجلس النواب الأسترالي عن دائرة Division of McPherson ‏ (24 مارس 1990 – 3 أكتوبر 1998).